# Glenn Davis
Glenn Ashby „Jeep” Davis (ur. 12 września 1934 w Wellsburg w Wirginii Zachodniej, zm. 28 stycznia 2009 w Barberton w Ohio) – amerykański lekkoatleta płotkarz, trzykrotny mistrz olimpijski. 
Jako pierwszy człowiek na świecie przebiegł 400 metrów przez płotki poniżej 50 sekund osiągając w 1956 czas 49,5 s (w 1958 poprawił ten wynik na 49,2 s). Zdobył złote medale w tej konkurencji na Igrzyskach Olimpijskich w 1956 w Melbourne i Igrzyskach w 1960 w Rzymie, gdzie również został mistrzem olimpijskim w sztafecie 4 × 400 metrów z rekordem świata 3:02,2 (sztafeta biegła w składzie Jack Yerman, Earl Young, Glenn Davis i Otis Davis).
Davis był również rekordzistą świata na 200 m przez płotki (22,5 s) oraz 3 razy na dystansach jardowych. Po zakończeniu kariery lekkoatletycznej został zawodowym graczem w futbol amerykański. Występował w drużynie Detroit Lions jako wide receiver. Później był przez wiele lat trenerem i nauczycielem w Barberton High School.